# Silesian Grand Prix
Silesian Grand Prix – organizowany w latach 2010–2014 i w 2016 roku turniej towarzyski w curlingu (bonspiel), rozgrywany w Cieszynie w Hali Widowiskowo-Sportowej im. Cieszyńskich Olimpijczyków. Turniej korzystał z systemu szwajcarskiego, z dodatkową kolejką meczów dla najlepszych drużyn i finałem zamkniętym. Dopuszczone były składy mieszane. Organizatorami zawodów był Miejski Ośrodek Sportu i Rekreacji w Cieszynie oraz Rudzki Klub Curlingowy "Curlik".

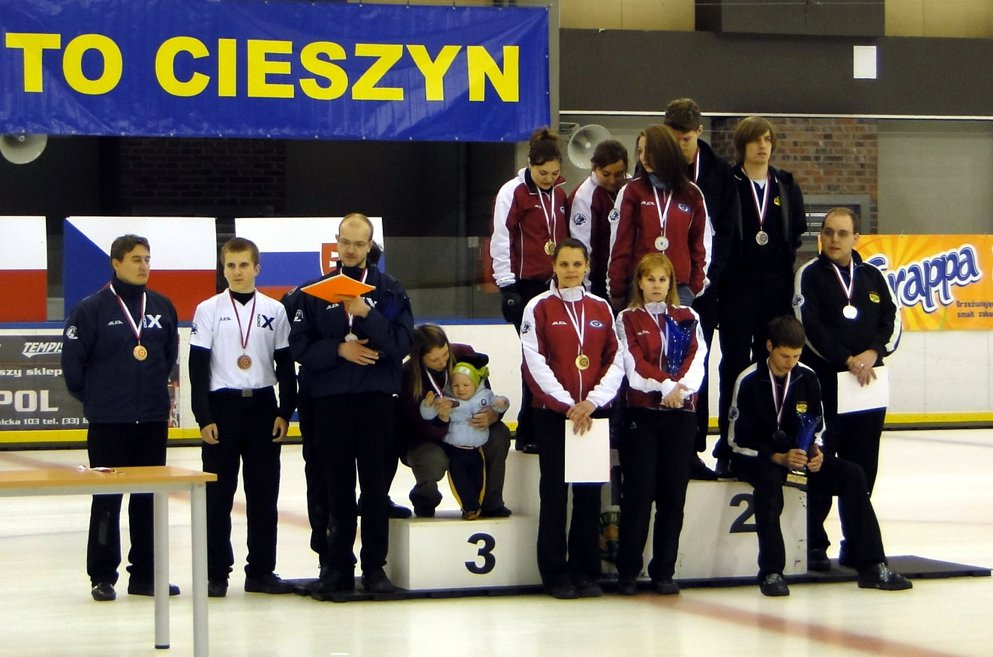
Czeskie podium II edycji Silesian Grand Prix

W swoim czasie turniej miał renomę najmocniej obsadzonych zawodów curlingowych w Polsce. Regularnie brały w nim udział uznane drużyny zagraniczne, a z niektórych meczów były przeprowadzane transmisje telewizyjne, m.in. w Sfera TV i Onet.pl. Transmisje z zawodów w 2012 roku, prowadzone przy użyciu sześciu kamer, były pierwszymi w historii polskiego curlingu. Po rocznej przerwie w 2015 roku, turniej zorganizowano ponownie w 2016 roku. 16 stycznia 2017 roku ogłoszono, że SIlesian Grand Prix przechodzi do przeszłości. Ostatnim zwycięzcą rywalizacji był ŚKC Marlex, który 10 kwietnia 2016 roku pokonał w finale AZS Smok 8:4.

## Edycje zawodów
| Edycja | Daty             | Liczba drużyn | 1. miejsce     | 2. miejsce  | 3. miejsce    | Pula nagród |
| ------ | ---------------- | ------------- | -------------- | ----------- | ------------- | ----------- |
| I      | 9-10.04.2010     | 16            | RKC Tartel     | ŚKC Marlex  | KKC MWSLiTW   | –           |
| II     | 8-10.04.2011     | 24            | Dion SJ        | Savona 4    | Dion X        | 2.500 EUR   |
| III    | 30.03.-1.04.2012 | 30            | Russia Juniors | Savona 4    | AZS Gliwice M | 2.500 EUR   |
| IV     | 12-14.04.2013    | 30            | Axel Toruń     | MM POS Łódź | Sopot CC      | 3.000 EUR   |
| V      | 11-13.04.2014    | 30            | ŚKC Marlex     | Dundee IACC | Savona 4      | 3.000 EUR   |
| VI     | 8-10.04.2016     | 28            | ŚKC Marlex     | AZS Smok    | Monkey Man    | 1.900 EUR   |